# Geralycosa fritschi
Geralycosa
Genre
Espèce
Geralycosa fritschi, unique représentant du genre Geralycosa, est une espèce fossile d'araignées de la famille des Arthromygalidae.

## Distribution
Cette espèce a été découverte à Rakovník en Tchéquie. Elle date du Carbonifère.

## Publication originale
- Kušta, 1888 : O nových arachnidech z karbonu Rakovnického. (Neue Arachniden aus der Steinkohlenformation bei Rakonitz). Sitzungsberichte der Königlich Böhmischen Gesellschaft der Wissenschaften, Mathematisch-Naturwissenschaftliche Klasse, vol. 1888, p. 194–208.